# Harpefoss Station
Harpefoss Station (Harpefoss stasjon) var en jernbanestation på Dovrebanen, der lå ved byområdet Harpefoss i Sør-Fron kommune i Norge.
Stationen åbnede som holdeplads 2. november 1896, da banen blev forlænget fra Tretten til Otta. Den blev opgraderet til station 1. marts 1902. Den blev nedgraderet til holdeplads 1. juli 1967 og nedlagt 29. maj 1988
Stationsbygningen blev opført til åbningen i 1896 efter tegninger af Paul Due. Den blev revet ned i 1971.